# Federico Ramos
Federico Ramos, vollständiger Name Leonardo Federico Ramos Melgar, (* 16. September 1991 in Piriápolis) ist ein uruguayischer Fußballspieler.

## Karriere
Der je nach Quellenlage 1,69 Meter oder 1,76 Meter große Offensivakteur Ramos steht mindestens seit der Apertura 2013 im Kader des seinerzeitigen uruguayischen Erstligaaufsteigers Miramar Misiones. In der Spielzeit 2013/14 wurde er dort 20-mal in der Primera División eingesetzt und erzielte einen Treffer. Am Saisonende belegte er mit seinem Team in der Jahresgesamttabelle den 16. Platz. Dies bedeutete den Abstieg in die Segunda División. In der Zweitligaspielzeit 2014/15 lief er 24-mal in der Liga auf und traf zweimal ins gegnerische Tor. Im August 2015 wechselte er zu LDU Portoviejo. Von dort zog er Anfang Februar 2016 weiter zum uruguayischen Zweitligisten Club Atlético Atenas. In der Clausura 2016 traf er dort fünfmal bei 14 Zweitligaeinsätzen. Es folgten vier Tore bei zwölf absolvierten Zweitligaspielen in der Saison 2016. Im Januar 2017 verpflichtete ihn der Erstligist Plaza Colonia, für den er in der Saison 2017 bislang (Stand: 13. Februar 2017) in einer Erstligapartie (kein Tor) auflief.